# Ellyas Pical
Ellyas Pical est un boxeur indonésien né le 24 mars 1960 à Saparua.

## Carrière
Passé professionnel en 1982, il devient champion d'Indonésie puis champion d'Asie OPBF des poids super-mouches les deux années suivantes et champion du monde IBF de la catégorie le 3 mai 1985 en battant par arrêt de l'arbitre au 8e round Chun Ju-do . Pical perd ce titre face à Cesar Polanco le 15 février 1986 mais remporte le combat revanche le 5 juillet 1986. Il le conserve jusqu'au 28 février 1987 et sa défaite contre le champion WBA des super-mouches Khaosai Galaxy.
Le boxeur indonésien remporte une troisième fois la ceinture IBF le 17 octobre 1987 aux dépens de Chang Tae-Il puis enchaine par trois autres victoires contre Raul Ernesto Diaz, Kim Ki-chang et Mike Phelps avant de la céder définitivement face à Juan Polo Perez le 14 octobre 1989.